# Gaston Fontanille
Pour les articles homonymes, voir Fontanille.

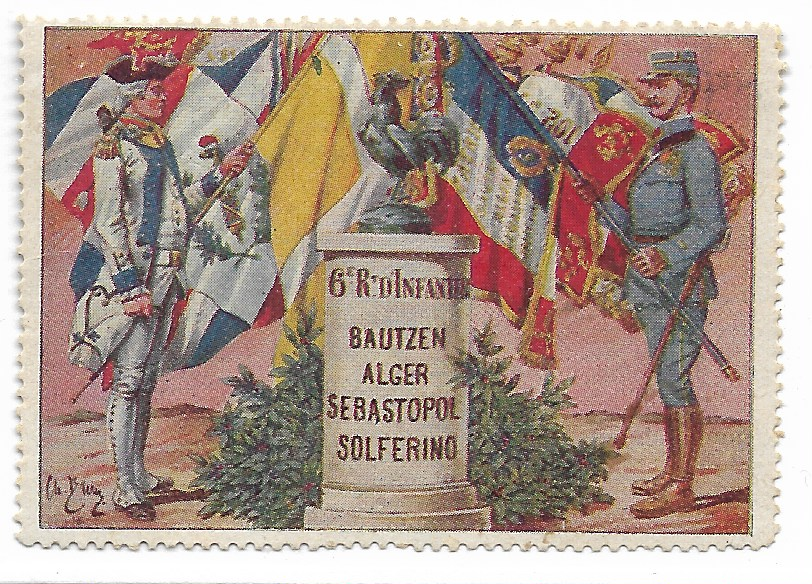
Vignettes Delandre

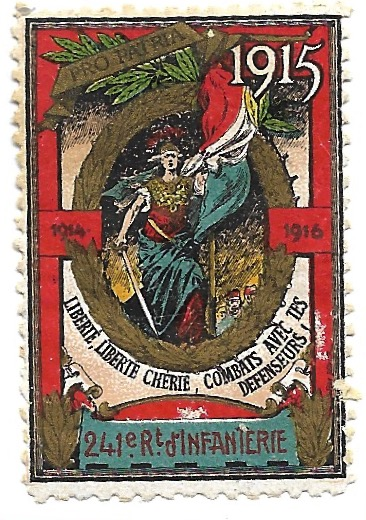
Vignette Pro Patria du régiment d'infanterie de France aux Éditions Delandre.

Gaston Fontanille, né le 11 mai 1883 à Valence et mort en mars 1927 à Marseille, aussi connu sous le nom de Delandre, est un éditeur et escroc français. Issu d’une bonne famille, il crée à Paris en 1914 les éditions Delandre qui publient pendant la grande guerre des ouvrages, cartes, affiches et plus particulièrement des vignettes militaires et de propagande pour les armées des Alliés ; il se livre à plusieurs escroqueries sous divers noms d’emprunt, est emprisonné et se suicide.

## Biographie
Gaston Aimé Camille Fontanille est le fils d'un magistrat de Valence ; il effectue des études de droit à Grenoble.
Il publie en 1904 une monographie consacrée au Vivarais (Vivarais et Velay. Du Mézenc aux sources de la Loire (Mézenc, Gerbier-de-Jonc, chartreuse de Bonnefoy, lac d'Issarlès, Grenoble, Allier frères, 1904, 108 p.).
En 1914, au début de la Première Guerre mondiale, il s’installe à Paris et y crée les éditions Delandre. Il  édite des cartes, des affiches et des ouvrages sur le conflit mondial ; il produit des vignettes patriotiques, de propagande anti-germanique, qui représentent des unités militaires (dites vignettes régimentaires ou timbres de guerre). Il fait appel à des illustrateurs de renom (Camille Bellanger, Charles Brun, Raymond de La Nézière, Benjamin Rabier, George Scott) pour les vignettes. Les éditions Delandre publient également des ouvrages de propagande français consacrés au conflit mondial, des ouvrages illustrés de photographiesainsi que la revue illustrée Les Cahiers de la guerre : pourquoi nous serons vainqueurs.
Les Éditions Delandre ont publié avec succès plus de 4 000 vignettes patriotiques différentes ; c'est la plus prolifique des productions françaises en errinophilie (collection de vignettes non postales). Charles Kiddle et Walter Schmidt ont publié des catalogues détaillés de l'œuvre de Delandre.

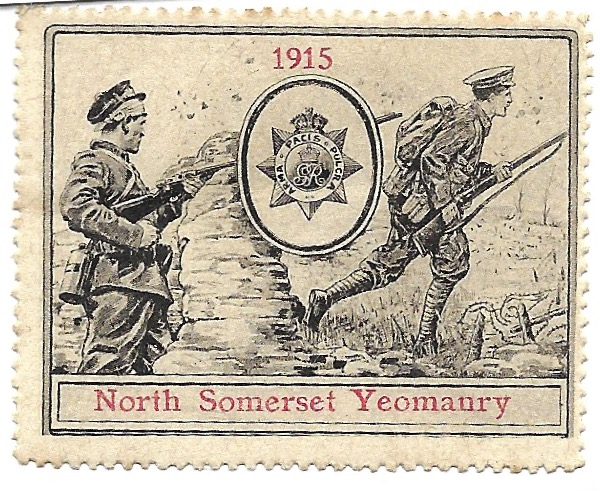
Vignette Delandre sur le régiment anglais North Somerset Yeomanry.

Fontanille offre ses services à la Croix-Rouge et imprime des vignettes au profit des comités locaux et de divers organismes de bienfaisance ; mais il garde pour lui une partie du produit des ventes. La Croix-Rouge porte plainte. Fontanille est arrêté en 1917, condamné, puis libéré en 1923 après avoir simulé la maladie ; il reprend ses escroqueries.
Il est arrêté à plusieurs reprises pour diverses raisons, telles que la création d'une entreprise chimique dont il a nommé à la direction plusieurs hommes d'affaires éminents à leur insu, ou encore la vente de faux titres nobiliaires. Les autres pseudonymes utilisés par Gaston Fontanille sont : commandant Deville, baron Allard, marquis de Vaurens et comte de Chabanes. Après plusieurs affaires dans les secteurs de la bijouterie et de la banque, il s'installe à Marseille où il se fait connaître sous le nom de baron Picarat, président du conseil d'administration d'un comité national imaginaire de lutte contre la lèpre. En 1927, sur le point d’être arrêté par la police, il met fin à ses jours en avalant du poison.
Il est enterré le 8 mars 1927 dans une fosse commune du cimetière de Saint-Pierre à Marseille.